# Taras Danyluk
Taras Wasylowycz Danyluk, ukr. Тарас Васильович Данилюк (ur. 29 stycznia 1984 w Nadwórnej, w obwodzie iwanofrankowskim) – ukraiński piłkarz, grający na pozycji pomocnika.

## Kariera piłkarska

### Kariera klubowa
Wychowanek klubów Kowel-Wołyń Kowel, SDJuSzOR-4 Lwów, UFK Lwów i Szachtar Donieck, barwy których bronił w juniorskich mistrzostwach Ukrainy (DJuFL). Karierę piłkarską rozpoczął w drugiej drużynie rezerw Szachtara Donieck. Na początku 2003 został zaproszony do Prykarpattia Iwano-Frankiwsk, ale po pół roku przeniósł się do PFK Sewastopol. W 2004 wyjechał do Kazachstanu, gdzie bronił barw pierwszoligowego Ekibastuzca Ekibastuz. Półtora roku później wrócił do ojczyzny, gdzie występował w drużynie Dynamo-IhroSerwis Symferopol. W 2006 ponownie wyjechał za granicę, tym razem do Litwy, gdzie bronił barw Atlantasa Kłajpeda. W 2007 przeszedł do rosyjskiego klubu Salut-Eniergija Biełgorod. Od 2008 do 2009 występował w ukraińskich zespołach FK Łużany, Nywa-Switanok Winnica i FK Połtawa. Następnie półtora roku poszukiwał profesjonalny klub i dopiero w 2011 podpisał kontrakt z kazachskim FK Atyrau. W 2014 przeniósł się do Żetysu Tałdykorgan, a w 2015 zasilił skład klubu Spartak Semej. 10 marca 2016 został piłkarzem FK Taraz. W 2017 wrócił do Żetysu Tałdykorgan, w którym grał do początku czerwca 2018.